# Kinloss
Kinloss est une localité de Moray, en Écosse.
Une base de la Royal Air Force était implantée au nord-est du village. Plus de 1 000 appareils y ont été démantelés après la fin de la Seconde Guerre mondiale.